# Championnat de Curaçao de football 2021
Navigation
Édition précédente Édition suivante
La saison 2021 du championnat de Curaçao de football est la onzième édition de la première division à Curaçao, la Promé Divishon.
Les dix meilleures équipes de l'île sont regroupées au sein d’une poule unique où elles s’affrontent au cours de plusieurs phases, avec des qualifications successives, jusqu'à la finale nationale. En fin de saison, le dernier du classement est relégué et remplacé par le champion de deuxième division.
En finale nationale, le CRKSV Jong Holland s'impose 1-0 face à l'Inter Willemstad et remporte ainsi son quinzième titre de champion. Le club se qualifie également pour le Caribbean Club Shield 2022.

## Format
Chaque équipe rencontre les neuf autres à deux reprises, une fois à domicile et une fois à l'extérieur. La dernière équipe est directement reléguée en deuxième division. Les six meilleures équipes se retrouvent pour la deuxième phase, le Kaya 6, du championnat où elles s'affrontent une fois chacune. Les quatre meilleures de ce mini-championnat réitèrent l'expérience avec trois nouvelles journées dans le cadre de la Kaya 4. Les deux premiers clubs de cette troisième se défient en finale pour déterminer le champion national.

## Participants
Dix équipes disputent le championnat de Curaçao.
| \| Willemstad : RKSV Centro Dominguito Inter Willemstad CRKSV Jong Holland RKSV Scherpenheuvel RKVFC Sithoc SUBT SV Vesta SV Victory Boys CSD Barber UNDEBA Willemstad \| Localisation des clubs. |
| Willemstad : RKSV Centro Dominguito Inter Willemstad CRKSV Jong Holland RKSV Scherpenheuvel RKVFC Sithoc SUBT SV Vesta SV Victory Boys CSD Barber UNDEBA Willemstad                               |

| Club                   | Classement 2019-2020         | Ville      | Stade                   |
| ---------------------- | ---------------------------- | ---------- | ----------------------- |
| RKSV Scherpenheuvel    | Champion                     | Willemstad | Stade Dr-Antoine-Maduro |
| SV Vesta               | Finaliste                    | Willemstad | Stade SV Vesta          |
| Inter Willemstad       | 3e (Kaya 4)                  | Willemstad | Bramendiweg Sportpark   |
| CRKSV Jong Holland     | 4e (Kaya 4)                  | Willemstad | Stade Ergilio-Hato      |
| CSD Barber             | 5e (Kaya 6)                  | Barber     | Stade Ergilio-Hato      |
| UNDEBA                 | 6e (Kaya 6)                  | Banda Abou | Soto Arena              |
| RKSV Centro Dominguito | 7e                           | Willemstad | Stade Ergilio-Hato      |
| SV Victory Boys        | 8e                           | Willemstad | Stade Ergilio-Hato      |
| SUBT                   | 9e                           | Willemstad | Stade Dr-Antoine-Maduro |
| RKVFC Sithoc           | Champion de Segundo Divishon | Willemstad | Stade Ergilio-Hato      |

Légende des couleurs
- Tenant du titre et participant au Championnat des clubs caribéens de la CONCACAF 2021

## Compétition
Le barème utilisé pour établir le classement est le suivant :
- Victoire : 3 points
- Match nul : 1 point
- Défaite : 0 point

### Saison régulière
| Rang | Équipe                 | Pts | J  | G  | N | P  | Bp | Bc | Diff |
| ---- | ---------------------- | --- | -- | -- | - | -- | -- | -- | ---- |
| 1    | CRKSV Jong Holland     | 39  | 18 | 11 | 6 | 1  | 35 | 11 | +24  |
| 2    | RKSV Scherpenheuvel T  | 37  | 18 | 11 | 4 | 3  | 27 | 10 | +17  |
| 3    | SV Victory Boys        | 35  | 18 | 10 | 5 | 3  | 36 | 28 | +8   |
| 4    | Inter Willemstad       | 34  | 18 | 10 | 4 | 4  | 46 | 21 | +25  |
| 5    | RKVFC Sithoc P         | 26  | 18 | 7  | 5 | 6  | 30 | 29 | +1   |
| 6    | SUBT                   | 22  | 18 | 6  | 4 | 8  | 22 | 25 | -3   |
| 7    | CSD Barber             | 20  | 18 | 6  | 2 | 10 | 19 | 32 | -13  |
| 8    | RKSV Centro Dominguito | 19  | 18 | 5  | 4 | 9  | 25 | 39 | -14  |
| 9    | UNDEBA                 | 14  | 18 | 4  | 2 | 12 | 20 | 35 | -15  |
| 10   | SV Vesta               | 4   | 18 | 0  | 4 | 14 | 12 | 45 | -33  |

|  | Qualification pour le Kaya 6                      |
|  | Relégation en Segundo Divishon                    |
|  | T : Tenant du titre P : Promu de Segundo Divishon |

### Kaya 6
| Rang | Équipe                | Pts | J | G | N | P | Bp | Bc | Diff |  | Résultats (▼ dom., ► ext.) | VIC | WIL | JON | SCH | SUBT | SIT |
| ---- | --------------------- | --- | - | - | - | - | -- | -- | ---- |  | -------------------------- | --- | --- | --- | --- | ---- | --- |
| 1    | SV Victory Boys       | 10  | 5 | 3 | 1 | 1 | 9  | 5  | +4   |  | SV Victory Boys            |     | 1-4 |     | 4-1 | 2-0  |     |
| 2    | Inter Willemstad      | 8   | 5 | 2 | 2 | 1 | 9  | 8  | +1   |  | Inter Willemstad           |     |     | 3-2 | 1-1 | 0-3  |     |
| 3    | CRKSV Jong Holland    | 7   | 5 | 2 | 1 | 2 | 6  | 5  | +1   |  | CRKSV Jong Holland         | 0-2 |     |     | 3-0 |      | 0-0 |
| 4    | RKSV Scherpenheuvel T | 7   | 5 | 2 | 1 | 2 | 7  | 9  | -2   |  | RKSV Scherpenheuvel T      |     |     |     |     | 2-1  | 3-0 |
| 5    | SUBT                  | 4   | 5 | 1 | 1 | 3 | 4  | 5  | -1   |  | SUBT                       |     |     | 0-1 |     |      | 0-0 |
| 6    | RKVFC Sithoc P        | 4   | 5 | 0 | 4 | 1 | 1  | 4  | -3   |  | RKVFC Sithoc P             | 0-0 | 1-1 |     |     |      |     |

|  | Qualification pour le Kaya 4 |
|  | T : Tenant du titre          |

### Kaya 4
| Rang | Équipe                | Pts | J | G | N | P | Bp | Bc | Diff |  | Résultats (▼ dom., ► ext.) | JON | WIL | SCH | VIC |
| ---- | --------------------- | --- | - | - | - | - | -- | -- | ---- |  | -------------------------- | --- | --- | --- | --- |
| 1    | CRKSV Jong Holland    | 7   | 3 | 2 | 1 | 0 | 7  | 1  | +6   |  | CRKSV Jong Holland         |     |     |     | 6-1 |
| 2    | Inter Willemstad      | 6   | 3 | 2 | 0 | 1 | 2  | 1  | +1   |  | Inter Willemstad           | 0-1 |     |     |     |
| 3    | RKSV Scherpenheuvel T | 4   | 3 | 1 | 1 | 1 | 1  | 1  | 0    |  | RKSV Scherpenheuvel T      | 0-0 | 0-1 |     |     |
| 4    | SV Victory Boys       | 0   | 3 | 0 | 0 | 3 | 1  | 8  | -7   |  | SV Victory Boys            |     | 0-1 | 0-1 |     |

|  | Qualification pour la finale nationale |
|  | T : Tenant du titre                    |

### Finale nationale
| 19 décembre 2021 | CRKSV Jong Holland        | 1 - 0 | Inter Willemstad |  |
|                  | Mirco Colina 90+5e (pen.) |       |                  |  |

| Vainqueur de la Promé Divishon 2021 CRKSV Jong Holland 15e titre |

## Bilan de la saison
| Championnat de Curaçao de football 2021 |                                |
| Champion                                | CRKSV Jong Holland (15e titre) |
| Dauphin                                 | Inter Willemstad               |
| Qualifications continentales            |                                |
| Caribbean Club Shield 2022              | CRKSV Jong Holland             |
| Promotions et relégations               |                                |
| Promus en Promé Divishon                | CRKSV Jong Colombia            |
| Relégués en Segundo Divishon            | SV Vesta                       |